# Molophilus pegasus
Molophilus pegasus är en tvåvingeart som beskrevs av Alexander 1913. Molophilus pegasus ingår i släktet Molophilus och familjen småharkrankar. Inga underarter finns listade i Catalogue of Life.